# Retina (geslacht)
Retina is een geslacht van vlinders van de familie bloeddrupjes (Zygaenidae), uit de onderfamilie Chalcosiinae.

## Soorten
- R. rubrivitta Walker, 1854
- R. vitripennis (Joannis, 1903)